# Drepanocaryum sewerzowii
Drepanocaryum sewerzowii là một loài thực vật có hoa trong họ Hoa môi. Loài này được (Regel) Pojark. mô tả khoa học đầu tiên năm 1954.